# Reserva Marina Bajo Copé
Die Reserva Marina Bajo Copé liegt im Pazifischen Ozean vor der ecuadorianischen Küste. Das Meeresschutzgebiet besitzt eine Fläche von 399,53 km². Das Reservat wurde mittels Acuerdo Ministerial N° 130 vom August 2017 sowie dem Registro Oficial N° 110 vom 31. Oktober 2017 eingerichtet.

## Lage
Die Reserva Marina Bajo Copé liegt etwa 20 km vor der Küste der Provinz Santa Elena auf Höhe der Ortschaft Montañita. Das Meeresschutzgebiet besitzt eine rechtecksförmige Gestalt mit einer Länge in Ost-West-Richtung von etwa 22 km sowie einer Breite von ungefähr 17 km.

## Ökologie
Das Reservat dient der Erhaltung der reichhaltigen Meeresfauna in dem Areal. In den Gewässern kommen u. a. vor: Urobatis tumbesensis aus der Familie der Amerikanischen Rundstechrochen, der Schokoladen-Seestern (Nidorellia armata), der Schwarze Drückerfisch (Melichthys niger), Macrorhynchia philippina aus der Nesseltier-Ordnung Leptomedusae sowie Eucidaris thouarsii aus der Familie der Lanzenseeigel.